# Euproctis gilvivirgata
Euproctis gilvivirgata är en fjärilsart som beskrevs av Collenette 1932. Euproctis gilvivirgata ingår i släktet Euproctis och familjen tofsspinnare. Inga underarter finns listade i Catalogue of Life.